# Mündungsverschleppung
Mündungsverschleppung bezeichnet den Umstand, dass kleinere Flüsse nicht rechtwinklig, sondern spitzwinklig in größere Flüsse einmünden. Dies ist auf veränderte Strömungsbedingungen im Mündungsbereich zurückzuführen. Die Strömung des Hauptflusses verlagert den Stromstrich des Nebenflusses in stromabwärtige Richtung, wodurch der stromabwärtige Mündungsbereich des Nebenflusses erodiert wird, während am stromaufwärtigen Ufer Sedimentation erfolgt. Insbesondere, aber nicht ausschließlich, tritt dieser Effekt in Aufschüttungsebenen auf. Beispiele dafür sind die Einmündung der Ill in den Rhein oder die der Havel in die Elbe.